# Dals konfektyr
Grevskapets Dals konfektyr är en svensk godistillverkare i Bengtsfors. Fabriken är en av de största privata arbetsgivarna i orten Bengtsfors.

## Historia
Dals konfektyrfabrik grundades 1946.
År 1967 gjordes en satsning på en ny fabrik varefter man bland annat började tillverka schweizisk choklad på licens. Denna satsning bar sig inte, varefter företaget fick ställa in betalningarna 1971. Företaget ombildades därefter så att produktionen kunde återupptas.
År 1973 köptes företaget av norska Bergene(no) och bytte namn till Bergene Konfektyr AB. Under Bergenes tid som ägare kom 60 procent av produktionen att bestå av export till Norge.
År 1980 stod fabriken inför hot om nedläggning och de femtio anställda varslades om uppsägning. Fabriken räddades den gången genom att den såldes till Kanolds som köpte den för att flytta produktionen dit från Göteborg.
Kanolds var vid övertagandet helt familjeägt, men redan 1981 trädde Investment AB Skrinet in som 30-procentig ägare. År 1983 köpte även finländska Hellas (en del av Huhtamäki) och norska Nidar-Bergene varsin 30-procentig andel. Under de nya ägarna kunde Kanolds vända förlust till vinst och antalet anställda i Bengtsfors ökade till över 60. Skrinet köptes ur som delägare 1985. År 1987 blev Huhtamäki ensam ägare varefter företagets namn 1988 ändrades till Leaf Sverige.
Efter några år började fabriken gå med förlust igen och år 1991 stod den åter under nedläggningshot, denna gång från Leaf. Det slutade med att fabriken år 1992 såldes till tre tidigare anställda inom Leaf. Det gamla namnet Grevskapets Dals konfektyr återtogs snart.
År 2010 hade man runt 60 anställda och var en av Bengtsfors största privata arbetsgivare. De mest sålda godissorterna var Dals gräddkola och chokladbananer.
År 2013 köpte Dals konfektyr den Skövdebaserade konkurrenten Sunes smått och gott.
År 2019 köptes Dals konfektyr av Konfektyrfabriken Aroma. Vid uppköpet omsatte Dals runt 150 miljoner kronor om året och Aroma omsatte 100 miljoner. Tillsammans hade de runt 100 anställda och sades av Aroma bli Sveriges tredje största konfektyrtillverkare.